# Chao

Bitllet de la dinastia Yuan i el seu motlle d'estampació (1287).

El txao (en xinès 钞 chāo) va ser el paper moneda oficial de la dinastia Yuan xinesa. A diferència dels bitllets anteriors, com els jiaozi, va ser el primer paper moneda que s'utilitzarà com a mitjà predominant que circula en la història de la Xina. El 1294, amb la finalitat de controlar la tresoreria, l'Il-kan de Pèrsia Gaykhatu va tractar d'introduir el paper moneda al seu imperi i per això va imitar el txao xinès. Aquest paper moneda, però, es va topar amb una forta oposició popular; en no ser acceptat, les fàbriques es van aturar, el comerç va tancar i les viles es van despoblar, i per evitar la ruïna es va haver de suprimir i retornar a les tradicionals monedes. Els bitllets, de forma oblonga, portaven signes xinesos i la xahada, sota la qual la inscripció Irindjin turči (transcripció de Rin-c'en rdorje que vol dir "perla valuosa" nom que donaven al kan Gaykhatu els monjos tibetans) i el valor (mig, un, dos, i fins a deu dinars).